# Logó

Az Európai Parlament logó]a

A logó egy cég, szervezet, áru  vagy szolgáltatás azonosítására szolgáló egyedi, jól felismerhető jel. A logó elsődleges célja a megkülönböztetés, az egyértelmű jelölés megkönnyíti a tájékozódást a piac szereplői között. Bár csupán a márkaelemek egyike, a  logót gyakran - pontatlanul -  a márka szinonimájának tekintik.
A „logó” mint kifejezés a „logogram” szó lerövidült formája, amelynek jelentése egy szót vagy kifejezést bemutató jelzés. Az elnevezés a görög „logos”-ból származik, amely magyarul „szó”-nak fordítható. Egyszerűbben megfogalmazva: a logó egy-egy szó vizuális jele.

## Jogi oltalma

Magyar külkereskedelmi cég logója

- A logó mint mű  megalkotásával kapcsolatos szerzői jogokon túl a versenyjog  szabályai szerint is fel lehet lépni a jellegbitorlás ellen. Ezek a jogi eszközök a logó előzetes lajstromoztatása nélkül is igénybe vehetők.
- A logót, jogi nyelven ábrás védjegyet (vagy ha szöveget is tartalmaz, kombinált védjegyet) mint megjelölést az arra jogosult kérelemére védjegyoltalom alá lehet helyezni. A védjegyjogosultnak (tulajdonosnak) kizárólagos joga van a védjegy használatára, vagy másnak használati engedélyt (licencia) adására. Ezáltal a logó komoly értéket jelent.
- Magyarországon - egyes országoktól eltérően - nem kötelező megjelölni, hogy az ábrás védjegy oltalom alatt áll. Szokás szerint a lajstromozott (angolul registered) szóra való utalásként a ® szimbólumot használják. Előfordul még a régies  „Törv. védve” felirat is, amely a "Törvény által védve" kifejezés rövidítése.
- Egy logó (ábrás védjegy) jogi oltalma érdekében a felsorolt oltalmi eszközök közül egyidejűleg akár több is igénybe vehető.
- Mivel egy lajstromozott védjegy oltalma a jogosult kérelmére elvileg korlátlanul alkalommal  - a lajstromozás jog szerint megállapított pl. 10- 10 éves időszakokra - megújítható, előfordulhat, hogy egy logó megalkotásához fűződő szerzői jogi oltalom lejárta után is fennáll a védjegyoltalom. Erre példa a Coca-Cola Company jellegzetes betűs Coca-Cola felirata, amelynek jogi oltalma a 19. század végétől máig is fennáll, holott bárki volt is az alkotója, annak halála óta legalább 70 év bizonyosan eltelt. Ez a logó nem közkincs,[3] mivel kizárólagos jogosultja a Coca-Cola Company.

A Coca_Cola világszerte védjegyoltalom alatt álló logója

## Története
A jelenkori logók kialakulásában számos történelmi jelenségnek, újításnak szerepe volt, például a pénzérméknek (az ókortól kezdve), a logografikus nyelvek elterjedésének, a címereknek, vízjegyeknek és a nyomtatás feltalálásának.[forrás?]
Ahogyan az ipari forradalom a mezőgazdaságra épülő társadalmi berendezkedést iparivá formálta át a 18 - 19. században, a fotográfia és litográfia segítségével létrejött a reklámipar is, amely egyesítette magában a képi világot és a tipográfiát. A korábban csak dekoráció és önkifejezés céljára alkalmazott művészet így új funkciót nyert: hogy a segítségével az egyre gyarapodó középosztály könnyebben megkülönböztethesse a piacon jelenlévő márkákat.
A 19. század második felére általános jelenséggé vált, hogy az újságok, folyóiratok, de még a gyermekkönyvek is sajátos képi világot dolgoztak ki maguknak. A nyomtatási technológia olcsóbbá válásával később újból előtérbe került a tipográfia, és a nagy cégek sajátos tipográfiákat kezdtek alkalmazni.
A század végén megjelenő Arts and Crafts mozgalom volt az, amelynek köszönhetően a gyártók és mesteremberek szemléletmódja abba az irányba terelődött, hogy törekedjenek termékeik felismerhetővé tételére, így megjelentek az egyedi logók és vízjelek.

## A logók formai követelményei
A logó lehet egy szöveges felirat, a szolgáltatás vagy cég neve, akár szlogennel, vagy tartozhat hozzá valamilyen grafikai ábra, embléma is. Utóbbi esetben magát az ábrát használhatják önmagában is, a nevet elhagyva, hiszen egy kellően bejáratott, ismertté tett márkajelzés a cég nevének feltüntetése nélkül is egyértelműen jelölhet, például a közismert Adidas (három levél), Nike (pipa), Puma emblémák, de ide tartoznak a nagy autómárkák is: Audi, Mercedes, Toyota. Az egyik legismertebb logó a Coca-Cola üdítőitalé, mely jellegzetes betűtípusa 1885 óta gyakorlatilag változatlan.

## Típusai
Kialakításuk alapján három alapvető logótípust különböztetünk meg: szöveget, ikonikus és vegyes logókat.

### Szöveges logók
A három közül a legegyszerűbb fajta, amely elsősorban tipográfiai megoldásokkal igyekszik egyedi hatást elérni. Megalkotásuk általában meglehetősen bonyolult, mivel úgy kell könnyen felismerhető és teljesen egyedi arculatot alkotni az adott cég számára, hogy ehhez a feladathoz csak meglehetősen kevés eszköz áll rendelkezésre.
Szöveges logók esetén a cégek általában egész arculatukat azzal az egy vagy több egyszerű színnel határozzák meg, amely a logóban is megjelenik, mivel ez az emberi agy számára az egyik legjelentősebb befolyásoló tényező, mely segít megjegyezni a logót. Ilyen például a Coca-Cola védett színe, amelyet egyetlen más cég sem használhat fel.
Emellett egyedi betűtípusokat használnak a tervezők, hiszen egy jól eltalált, teljesen egyedi tipográfia segítségével azonnal asszociálhatunk az adott márkanévre is. Ezen a téren még a betűközre, a karakterek elhelyezésére szoktak kiemelten ügyelni, ami azért fontos, mert a logónak nyomtatásban és pl. óriásplakát-méretben is megfelelően kell mutatnia.
Sokszor használnak úgynevezett tagline-t is, amely egy a logóhoz tartozó, ám annál egyszerűbb szöveg. Ez tipográfiai szempontok szerint és színvilágában is a logóhoz igazodik és egyféle mottóként szolgál, amely segít jobban megjegyezni a márkát.

### Ikonikus logók
Ez a legelterjedtebb logótípus, amely általában egy leegyszerűsített, egyszerű színvilágú, jól beazonosítható szimbólumból áll. Jelentésük lehet többrétegű, szimbolikus is, de akár közvetlenül is megjeleníthetik az adott terméket.
Hogy minél megjegyezhetőbb legyen, a lehető legegyszerűbb formákkal szoktak dolgozni. Színvilágukban is visszafogottak, nem csak a könnyebb felismerhetőség, de az olcsóbb realizálás - pl. óriásplakáton, ajándéktárgyakon való megjelenítés - miatt is. Emellett az is fontos szempont, hogy a logó kisebb felbontásban is felismerhető maradjon, ami szintén az egyszerűség mellett szól.
A szöveges logókhoz hasonlóan ebben az esetben is szoktak alkalmazni tagline-okat, az ilyen típusú logók már félúton vannak az ikonikus és vegyes típusok között.

### Vegyes logók
A vegyes logók a szöveges és ikonikus típusok megoldásait egyesítik magukban. Az egyszerű, letisztult és könnyen felismerhető szimbólumok ebben az esetben a márkanévvel együtt jelennek meg, a szöveg általában - de nem szükségszerűen - a szimbólumba van integrálva. Előfordulnak lazábban integrált megoldások is, amelyek esetén például a szöveg eltávolításával is felismerhető, könnyen azonosítható marad a szimbólum.
Gyakran alkalmazzák feltörekvő, kiépített branddel még nem rendelkező cégek, mivel a segítségével sokkal gyorsabban fel tudják építeni az ismertséget, mint az egyszerű szöveges vagy ikonikus megoldásokkal.

### Dinamikus logók
Néhány cég alkalmaz dinamikus logókat is, amelyek többféleképpen jelenhetnek meg, mégis felismerhetőek maradnak. Ilyen például a Michelin által használt Michelin Man, amelyet 1898 óta alkalmaz a vállalat, és a különböző reklámokban számtalan különféle módon tűnt már fel. Dinamikus logókat használ továbbá például az MTV vagy a Google is.

## Formatervezés
Mivel a logó a céget univerzálisan is jelképezi, meghatározza az arculatát, komoly reklámértéke van, a nagy cégek igen komoly összegeket költenek a cég logójának és arculatának megterveztetésére.
Komoly tervezésnél figyelembe veszik a következőket:
- Stílus: fontos, hogy a logó stílusa megfeleljen a választott célközönség által igényeltnek. Például a szórakoztató, média ágazatban lehet játékos, akár gyermeteg is a logó megjelenése, akár vad színekben, de egy komoly üzleti tevékenység, pénzügyi szolgáltatáshoz inkább illik, és nagyobb valószínűséggel lesz elfogadott és sikeres egy komolyabb, visszafogottabb stílusban megjelenített logó, például bankok logói.
- Színvilág: szintén a célközönség ízlésvilága, valamint a jelölni kívánt szolgáltatás vagy cég profilja a meghatározó. Például egy környezetvédelemmel foglalkozó cég színei: kék és zöld, míg ha a forróságra akarják, hogy asszociáljanak, vagy feltűnést kell kelteni, inkább használatosak a meleg, élénk színek, például narancsszínű és piros.
- Forma, bonyolultság: fontos a stilizált megjelenítés, a kevéssé bonyolult, így jobban megjegyezhető és felismerhető formák. Tévhit, hogy feltétlenül a tevékenységet kell ábrázolnia a logó grafikájának, hisz ez sokszor túl bonyolult, és akár lehetetlen is. Azonkívül, mivel sok azonos profilú cég létezik, nem is kívánatos, hisz ezek között sok hasonlóság adódna, és ezért épp a logó legfőbb kritériuma tűnik el: az egyértelmű megkülönböztetés. A lényeg, hogy akár teljesen stilizált, nonfiguratív formákat alkalmazva valamilyen egyedi jelzés jöjjön létre.

## Fordítás
- Ez a szócikk részben vagy egészben a Logo című angol Wikipédia-szócikk ezen változatának fordításán alapul.  Az eredeti cikk szerkesztőit annak laptörténete sorolja fel. Ez a jelzés csupán a megfogalmazás eredetét és a szerzői jogokat jelzi, nem szolgál a cikkben szereplő információk forrásmegjelöléseként.